# Хайле Селассие Гукса
Дэджазмач Хайле Селассие Гукса — эфиопский аристократ, военный. Принадлежал к Тиграйской династии. Зять императора Хайле Селассие. Предатель Эфиопии. Хайле Селассие Гугса был сыном раса Гукса Арайя Селассие и праправнуком императора Йоханныса IV.

## Биография

### Зять императора
В 1934 году Хайле Селассие Гукса женился на второй дочери императора Хайле Селассие I — Зенебе Ворк.
Брак между уойзэро Зенебе Ворк и дэджазмачем Хайле Селассие Гуксой, так же и брак между наследником престола Асфа Воссеном и уойзэро Волет Израель Сейюм — дочерью раса Сейюма Мангаша, был призван породнить обе ветви Тиграйской династии с императорской династией Шоа.
Расчёт императора не дал желаемых результатов. Брак оказался некрепким. Зенебе Ворк постоянно жаловалась отцу на плохое отношение со стороны мужа и его семьи, а сам Хайле Селассие Гукса негодовал по поводу того, что его троюродный брат и соперник Мангаша Сейюм (сын раса Сейюма Мангаша) уже носил титул раса, тогда когда сам он носил титул дэджазмача. Всё это несмотря на то, что провинция Тигре и так была поделена между двумя ветвями Тиграйской династии наследников императора Йоханныса IV. Западным Тиграем управлял рас Сейюм Мангаша, а восточным — рас Гукса Арайя Селасси (отец Хайле Селассие Гуксы).

### Смерть Зенебе Ворк
Зенебе Ворк не прожила с Хайле Селассие даже года. В том же 1934 году она внезапно скончалась при невыясненных обстоятельствах. Император приказал перевезти тело дочери из Мэкэле в Аддис-Абебу для захоронения. Невыясненность причин смерти Зенебе Ворк, а также её неоднократные жалобы на мужа, дали императору повод думать, что его дочь была убита Хайле Селассие Гуксой. Это добавило немало льда в и так довольно таки холодные отношения между императором и Хайле Селассие Гуксой.

### Итало-эфиопская война (1935—1936)
После вторжения итальянцев в 1935, все правящие круги Эфиопии были шокированы, дэджазмач Хайле Селассие Гукса перешёл на сторону итальянцев. Итальянцы дали ему титул раса, а также признали его в качестве старшего наследника Тиграйской династии. Под конец войны Сейюм Мангаша сдался Хайле Селассие Гуксе и был посажен им в тюрьму.

### Предатель родины
После освобождения Эфиопии в 1941 году и восстановления на троне Хайле Селассие I — Хайле Селассие Гукса был объявлен предателем и брошен за решётку. Титул раса, присвоенный ему итальянцами естественно не был признан и он остался с титулом дэджазмач. Хайле Селассие Гукса провёл за решеткой более 30 лет, вплоть до революции 1974 года, когда был освобождён, но вскоре после освобождения умер.